# Flaskehalseffekten
Flaskehalseffekten er en af delmekanismerne i evolutionen. Når en population udsættes for flaskehalseffekten, udsættes populationen for en drastisk mindskning i antal individer eksempelvis ved en naturkatastrofe. Efter populationen har været udsat for dette, har den sandsynligvis ikke de samme genfrekvenser som før begrænsningen, hvilket kan lede til, at mange vigtige egenskaber kan gå tabt.
Hærgende skovbrande, der resulterer i kun få overlevende individer indenfor en bestemt art, er eksempler på flaskehalseffekten.